# Ritterella iturupica
Ritterella iturupica is een zakpijpensoort uit de familie van de Ritterellidae. De wetenschappelijke naam van de soort is voor het eerst geldig gepubliceerd in 1974 door Beniaminson.